# Roodkeelfrankolijn
De roodkeelfrankolijn (Pternistis afer; synoniem: Francolinus afer) is een vogel uit de familie fazantachtigen (Phasianidae). De wetenschappelijke naam van de soort is voor het eerst geldig gepubliceerd in 1776 door Statius Müller.

## Voorkomen
De soort komt voor in het midden en zuidoosten van Afrika en telt vier ondersoorten:
- P. a. cranchii: midden Afrika
- P. a. afer: westelijk Angola en noordwestelijk Namibië.
- P. a. castaneiventer: zuidelijk en oostelijk Zuid-Afrika.
- P. a. humboldtii: oostelijk Afrika

## Beschermingsstatus
Op de Rode Lijst van de IUCN heeft de soort de status niet bedreigd.